# Chiesa di Santa Maria del Buon Consiglio (Marebbe)
La chiesa di Santa Maria del Buon Consiglio (in tedesco Mutter vom guten Rat Kirche) è la parrocchiale di Pieve di Marebbe (Enneberg-Pfarre), frazione di Marebbe (Enneberg), in provincia autonoma di Bolzano. Appartiene al decanato della Val Badia della diocesi di Bolzano-Bressanone e risale al XIII secolo.

## Storia

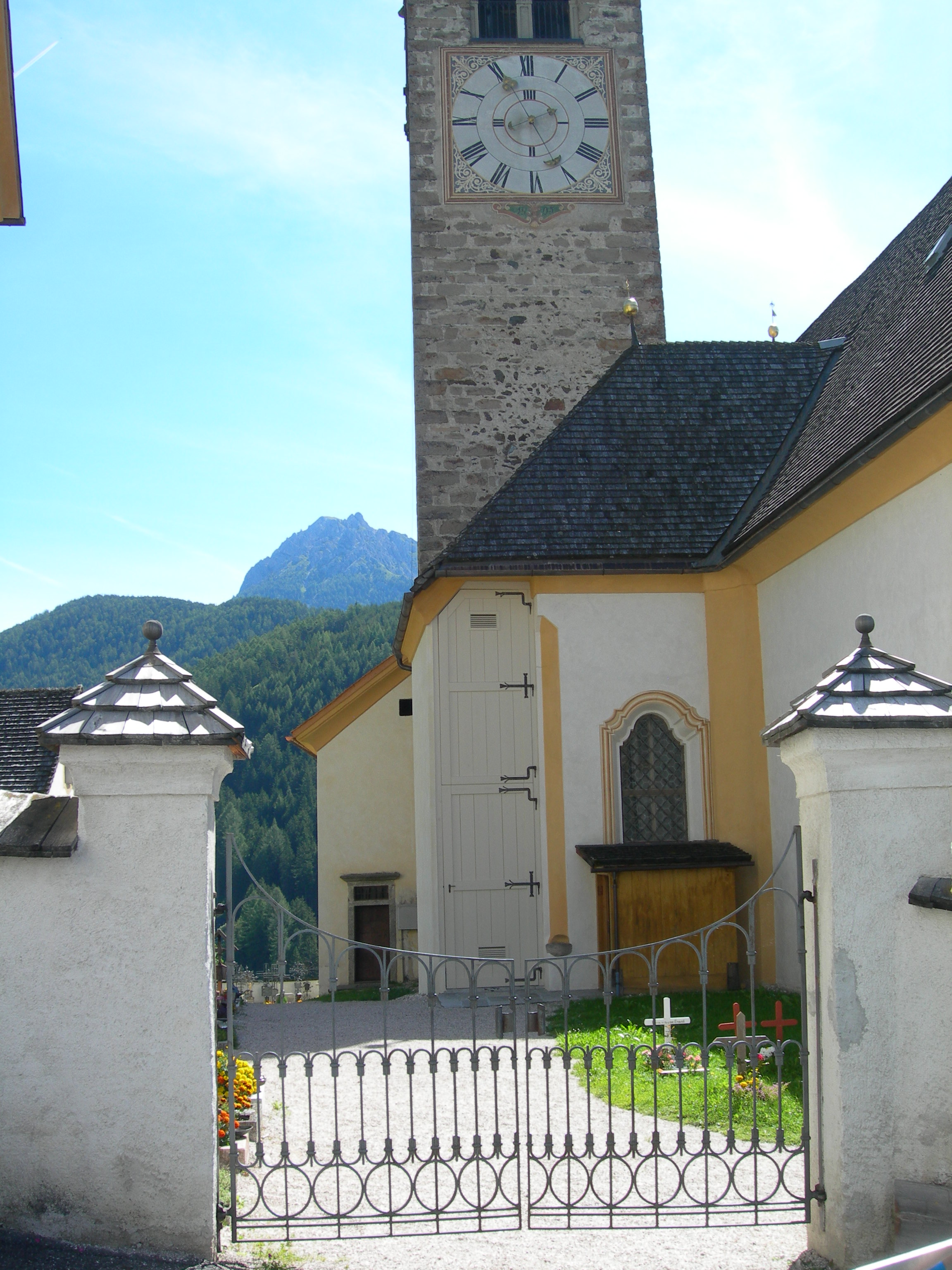
Accesso all'area cimiteriale, accanto alla chiesa.

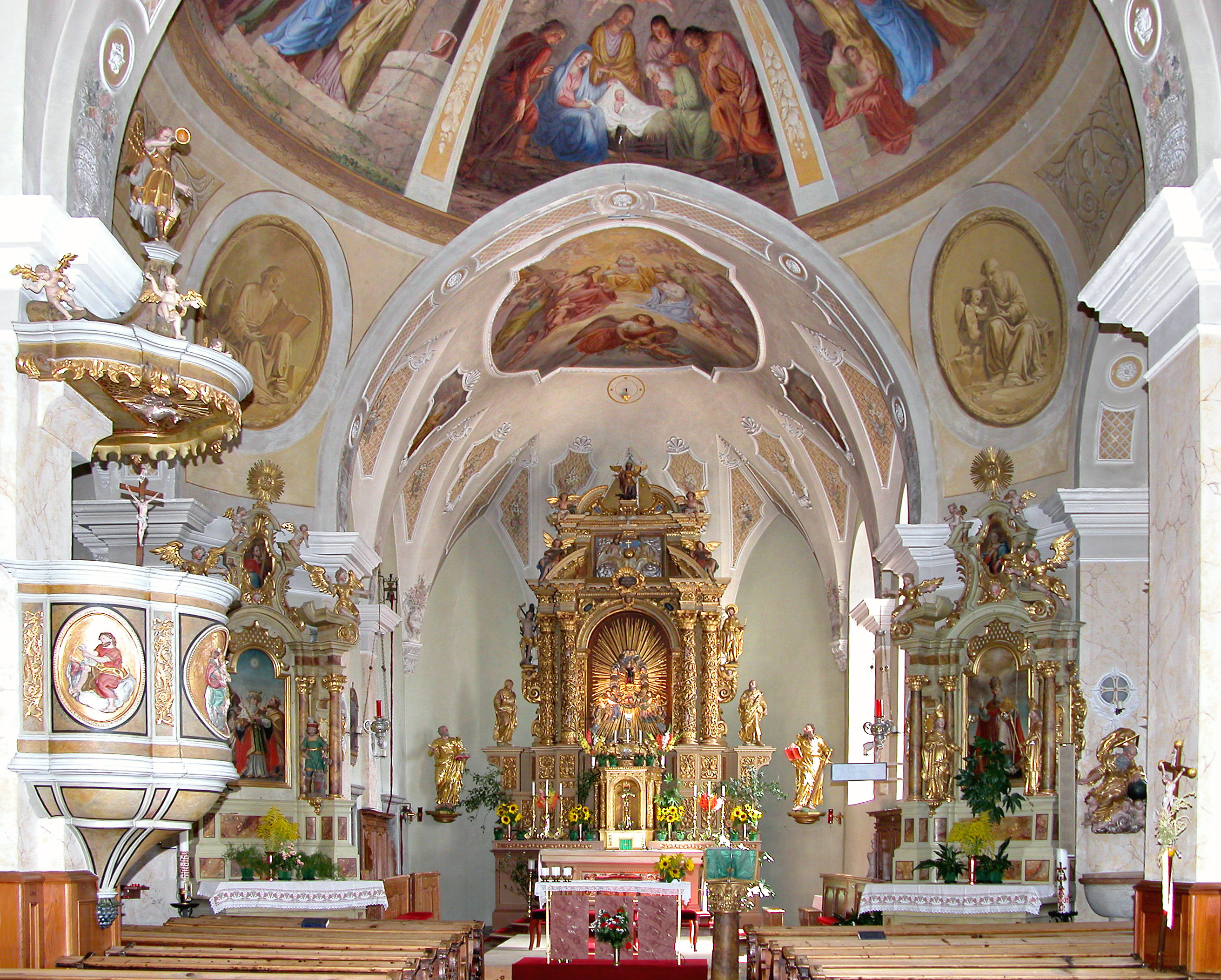
Interno della navata.

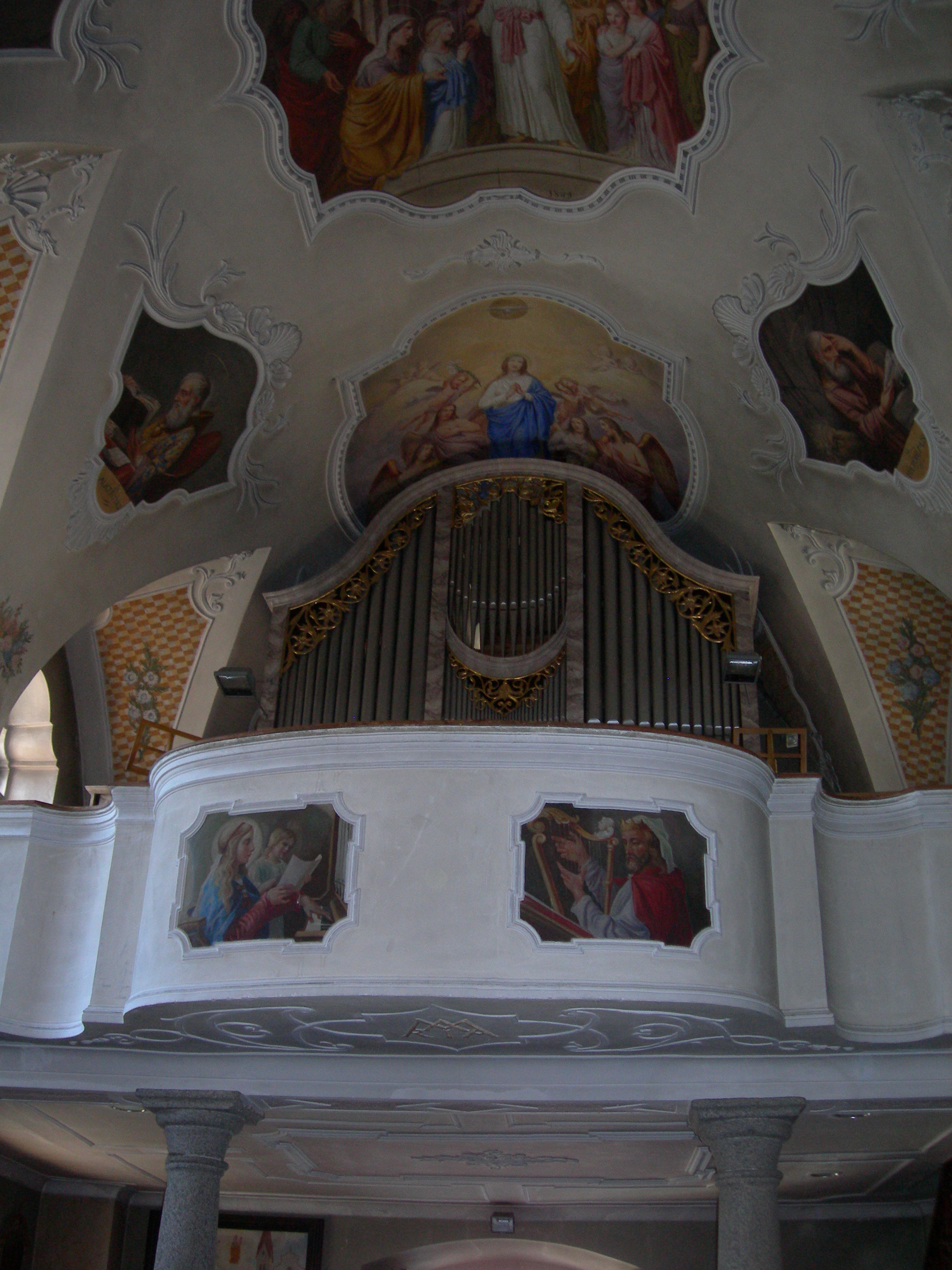
Organo a canne in controfacciata.

La chiesa di Santa Maria del Buon Consiglio a Pieve di Marebbe fu a lungo il principale luogo di culto dell'intera Val Badia. La prima citazione storica della chiesa risale al 1214 e la descrive come chiesa parrocchiale con un primo parroco nella persona di un certo Marquardus. Una seconda citazione storica più esplicita risale ad oltre un secolo dopo, al 1347.
Durante il 1636 nel territorio si ebbe una epidemia di peste e in tale occasione venne arricchita di un altar maggiore ligneo scolpito con al suo centro l'immagine che raffigura la Vergine Maria, ritenuta miracolosa, e che da allora ha reso l'antica pieve meta di pellegrinaggio dall'intera Val Pusteria.

### Esterno
L'edificio, posto nel centro dell'abitato di Pieve nella zona dove si trova anche il cimitero della comunità, si presenta in stile barocco e con pianta a croce. La facciata è particolarmente elaborata ed arricchita di affreschi. Nella metà inferiore ha il portale architravato e racchiuso in una cornice lapidea. Nella parte centrale si apre la grande finestra leggermente strombata mentre la parte superiore, che corrisponde al frontone, è con contorni curvilinei e affrescata con le immagini della Madonna in gloria con Bambino e di Dio Padre. La torre campanaria si trova in posizione arretrata, sulla parte sinistra dell'edificio. La cella campanaria si apre con quattro finestre a bifora e la copertura ha la forma di piramide acuta a base ottagonale.

### Interno
La navata interna è unica ma ampliata dalla struttura a croce con altare maggiore e due altari laterali. L'altare maggiore è di epoca rinascimentale e artisticamente molto interessante, con l'immagine quattrocentesca e molto venerata della Vergine Maria.